# Томасберг (Нижняя Австрия)
Томасберг (нем. Thomasberg (Niederösterreich)) — коммуна (нем. Gemeinde) в Австрии, в федеральной земле Нижняя Австрия. 
Входит в состав округа Нойнкирхен.  Население составляет 1243 человека (на 31 декабря 2005 года). Занимает площадь 28,97 км². Официальный код  —  3 18 40.

## Политическая ситуация
Бургомистр коммуны — Энгельберт Рингхофер (АНП) по результатам выборов 2005 года.
Совет представителей коммуны (нем. Gemeinderat) состоит из 19 мест.
- АНП занимает 14 мест.
- СДПА занимает 3 места.
- Партия BLT занимает 2 места.